# Rue du Long-Pot
La rue du Long-Pont est une rue de Lille.

## Situation et accès
Elle est située dans le quartier de Fives et relie le carrefour formé avec la rue Matteotti, la rue de Saint-Amand et le pont de Tournai au sud de Fives à la rue Pierre-Legrand au centre de ce quartier. Son tronçon sud  s'amorce par la place du Mont-de-Terre longe  les installations ferroviaires des lignes de Lille à Paris, de Lille à Tournai et de Lille à Valenciennes jusqu'au boulevard de l’usine  et s' éloigne de la voie ferrée dans sa partie nord. 
Sa partie nord  est desservie par la station de métro Fives. Son tronçon sud est éloigné du métro.

## Origine du nom
Son nom est celui d’un cabaret qui existait quand la rue reçut sa dénomination en 1853. Cette dénomination apparait cependant plus ancienne puisque la rue figure sous ce nom sur le plan cadastral de 1829.

## Historique
La rue est créée en 1845 par la Compagnie des chemins de fer du Nord par pavage du chemin vicinal n° 1 de la commune de Fives pour desservir à partir de la route de Lille à Tournai (actuelle rue Pierre-Legrand) la première gare extra muros créée au Mont-de-Terre de la ligne Paris-Lille avant l’ouverture aux voyageurs 1848 de la gare à l’intérieur de l’enceinte.
Ce chemin était antérieurement dénommé « nouveau chemin de Valenciennes passant par la Motte Thomas » peut-être pour le différencier d'un autre chemin, dénommé « Vieux chemin de Valenciennes » dans le prolongement de la rue de Valenciennes à Moulins.
Ces chemins de Valenciennes avaient été tracés après la suppression de l'accès direct à la ville de Lille par la porte Saint-Sauveur avait été supprimé lorsque cette porte avait été murée en 1575 à la suite de l'explosion d'un dépôt de poudre. 
Sur le cadastre de 1829, la rue du Long-Pot figure sous ce nom à proximité de la route de Tournai (rue Pierre-Legrand) puis sous le nom de « chemin du Long-Pot » qui rejoint le « Vieux chemin de Valenciennes » un peu au nord de l'actuel quartier du Mont-de-terre. 
La gare de Fives est fermée aux voyageurs à la mise en service de la gare intra-muros place des Buisses mais reste la gare de marchandises de Lille jusqu’à l’ouverture en 1865 de la gare Saint-Sauveur et ensuite un important centre d'installations avec de nombreuses voies de garage et un dépôt de locomotives.

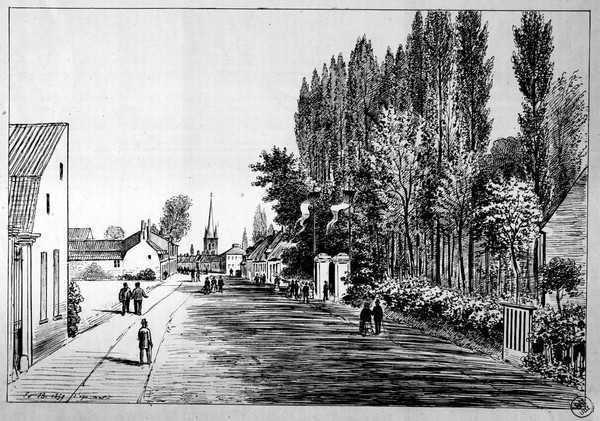
Le Pré Catelan le long de la rue du Long-Pont vers 1860

Jusqu’à la fin des années 1850, Fives est un lieu de détente à la périphérie de Lille et la rue n'est bâtie qu'à son extrémité nord près de la route de Paris à Tournai (rue Pierre-Legrand). Un établissement de loisirs éphémère « Le Pré Catelan » créé en 1858 à l’angle de la rue du Long-Pot et de la rue des Processions (actuelle rue Francisco Ferrer) ferme en 1863. Le chemin d'entrée d'un château de Madame Denis du Péage donnant sur la rue du Long-Pot figure sur le plan cadastral de 1829.
La commune de Fives annexée à Lille en 1858 devient un quartier industriel, notamment avec l’ouverture de l’usine de construction métallique de Fives et la totalité de la rue est bordée de maisons bâties dans les années 1860 et 1870 avec création du quartier du Mont-de-Terre autour de l’église Saint-Louis.
La rue est parcourue de 1906 à 1960 par la ligne de tramway V Place Catinat-Le Buisson remplacée par la ligne de bus 7.
Les maisons de la partie sud de la rue du Pont de Tournai à la rue Francisco Ferrer sont détruites en 1944 avec la partie du quartier Mont-de-Terre la plus proche de la voie ferrée par des bombardements visant les installations ferroviaires, notamment le dépôt de Fives. Le quartier est reconstruit dans les années 1950 sur le même parcellaire avec des maisons de ville jointives de un ou deux étages.

### La rue du Long-Pot au  XXIe siècle
La rue est une voie de transit de moyenne importance dans un quartier résidentiel désindustrialisé. La rue comporte assez peu de commerces. Le groupe scolaire Lakanal-Madame Campan est situé dans l’ilot entre les rues du Long-Pot, du Vieux-Moulin, Dupuytren et Francisco Ferrer.

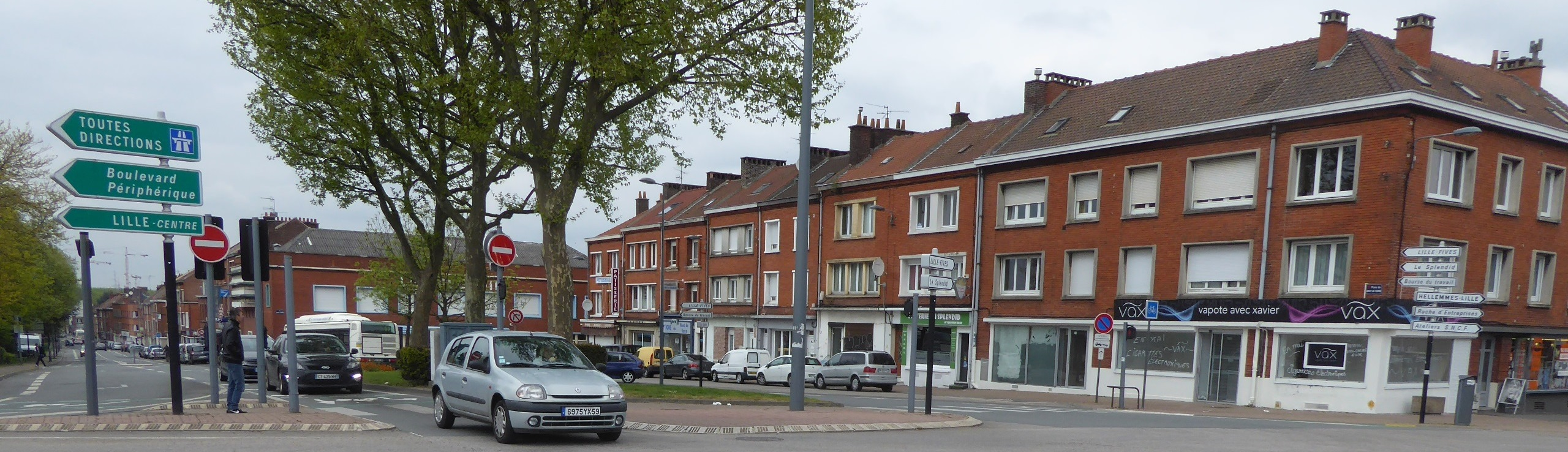
Place du Mont-de-Terre, amorce de la rue du Long-Pot
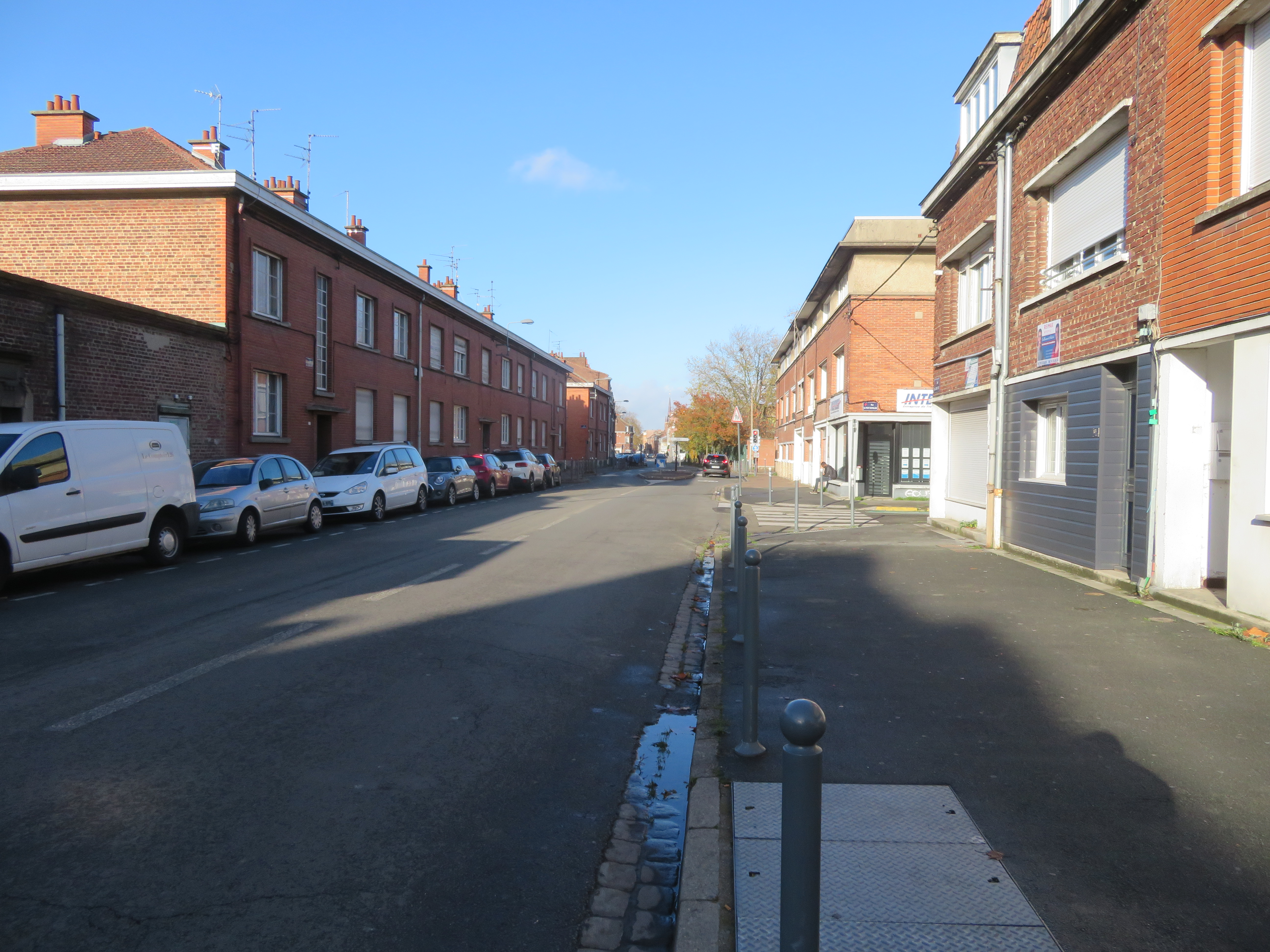
Rue du Long-Pot vue du boulevard de l'usine vers l'école Lakanal

## Bâtiments remarquables et lieux de mémoire
Une stèle évoquant le sauvetage d'enfants juifs lors d'une des premières rafles en 1942 à été installée en 2016 à l'angle de la rue du Long Pot et de la rue de Bellevue.